# Channelview
Channelview és una concentració de població designada pel cens dels Estats Units a l'estat de Texas. Segons el cens del 2000 tenia 29.685 habitants.

## Demografia
Segons el cens del 2000, Channelview tenia 29.685 habitants, 9.189 habitatges, i 7.369 famílies. La densitat de població era de 707,1 habitants per km².
Dels 9.189 habitatges en un 48,6% hi vivien nens de menys de 18 anys, en un 60,4% hi vivien parelles casades, en un 13,8% dones solteres, i en un 19,8% no eren unitats familiars. En el 15,7% dels habitatges hi vivien persones soles el 3,7% de les quals corresponia a persones de 65 anys o més que vivien soles. El nombre mitjà de persones vivint en cada habitatge era de 3,22 i el nombre mitjà de persones que vivien en cada família era de 3,6.
Per edats la població es repartia de la següent manera: un 33,7% tenia menys de 18 anys, un 10,6% entre 18 i 24, un 32,2% entre 25 i 44, un 18,3% de 45 a 60 i un 5,2% 65 anys o més.
L'edat mediana era de 29 anys. Per cada 100 dones de 18 o més anys hi havia 97,5 homes.
La renda mediana per habitatge era de 42.968 $ i la renda mediana per família de 45.638 $. Els homes tenien una renda mediana de 35.592 $ mentre que les dones 26.423 $. La renda per capita de la població era de 15.115 $. Aproximadament l'11,5% de les famílies i el 13,7% de la població estaven per davall del llindar de pobresa.

## Poblacions més properes
El següent diagrama mostra les poblacions més properes.